# نفی بلد (فیلم)
«نفی بلد» (انگلیسی: Deported) یک فیلم به کارگردانی روبرت زیودماک است که در سال ۱۹۵۰ منتشر شد. از بازیگران آن می‌توان به جف چاندلر، مارینا برتی، و مرتا تورن اشاره کرد.